# El gran calavera
El gran calavera és una pel·lícula còmica dirigida per Luis Buñuel Portolés el 1949. És la seva segona pel·lícula mexicana, adaptada d'una obra teatral i coproduïda per Fernando Soler, que n'és també l'intèrpret principal. El gran calavera va tenir un gran èxit a Mèxic i va llançar la carrera de Buñuel, que va realitzar l'any següent una pel·lícula principal, Los olvidados

## Argument
El milionari Don Ramiro (Fernando Soler) s'ha llançat a una vida de calavera des de la mort de la seva dona. Tots els seus parents s'aprofiten d'ell: els seus empleats, els seus criats, el seu germà i la seva cunyada, el seu fill i la seva filla estimada (Rosario Granados), que està a punt de casar-se amb un arribista. Però el seu segon germà, Gregorio (Francisco Jambrina) està ben decidit a canviar les coses. Aprofita un atac de Ramiro per muntar una escenificació destinada a fer-li creure que està totalment arruïnat. És un èxit: Ramiro intenta matar-se. És salvat per Pablo, un jove electricista, i decideix agafar les regnes.

## Repartiment
- Fernando Soler: Ramiro de la Mata
- Rosario Granados: Virginia de la Mata, la seva filla
- Gustavo Rojo: Eduardo de la Mata, el seu fill
- Andrés Soler: Ladislao de la Mata, el seu germà
- Maruja Grifell: Milagros, esposa d'Eduardo
- Francisco Jambrina: Gregorio de la Mata, el tercer germà
- Rubén Rojo: Pablo, l'electricista
- Luis Alcoriza: Alfredo
- Antonio Bravo
- Antonio Monsell
- María Luisa Serrano